# Jonathan de Guzmán
Jonathan Alexander de Guzmán (* 13. září 1987, Toronto, Kanada) je nizozemský fotbalový záložník a reprezentant, který v od roku 2020 hraje za řecký klub OFI Kréta. Je účastník Mistrovství světa 2014 v Brazílii.
Jeho starším bratrem je fotbalista a kanadský reprezentant Julian de Guzmán.

## Klubová kariéra
Jonathan stejně jako jeho bratr Julian odešel do Evropy a ve svých 12 letech se stal členem akademie nizozemského Feyenoordu (Julian odešel do akademie francouzského klubu Olympique de Marseille). V dresu Feyenoordu debutoval 18. září 2005 v profesionálním fotbale (v utkání Eredivisie proti SC Heerenveen - výhra 5:1, nastoupil v 83. minutě). S týmem vyhrál v sezoně 2007/08 nizozemský fotbalový pohár po finálové výhře 2:0 nad Roda JC Kerkrade, k níž přispěl jednou vstřelenou brankou.
V červenci 2010 přestoupil do španělského týmu RCD Mallorca, který byl pro sezonu 2010/11 vyloučen z evropských pohárových soutěží kvůli finančním nesrovnalostem. De Guzmán uvedl, že důvěra klubu je pro něj důležitější než účast v evropských pohárech.
31. srpna 2011 jen několik hodin před uzávěrkou letního přestupového okna jej získal za nezvěřejněnou částku jiný španělský celek Villarreal CF, transfer se odhadoval na 8,5 milionu eur. Sezony 2012/13 a 2013/14 strávil na hostování ve velšském Swansea City. Se Swansea vyhrál v sezoně 2012/13 anglický ligový pohár, ve finále proti Bradford City AFC (výhra 5:0) vstřelil dva góly.
V srpnu 2014 přestoupil z Villarrealu do italského týmu SSC Neapol. 22. prosince 2014 získal s Neapolí italský Superpohár po výhře v penaltovém rozstřelu nad Juventusem, hrálo se v katarském Dauhá.

## Reprezentační kariéra
Jonathan de Guzmán byl členem nizozemských mládežnických výběrů. Hrál za výběr U21 a v roce 2008 také za U23 na Letních olympijských hrách v Pekingu, kde Nizozemci vypadli ve čtvrtfinále s Argentinou po výsledku 1:2 po prodloužení.
Zatímco jeho bratr reprezentuje Kanadu, Jonathan si nakonec vybral Nizozemsko (poté, co v roce 2008 obdržel nizozemský pas). Jeho rozhodnutí vzbudilo v Kanadě rozčarování, kanadský národní tým totiž tímto způsobem přišel o více nadaných hráčů, kteří dali přednost některé evropské reprezentaci (např. Owen Hargreaves Anglii, Jacob Lensky České republice nebo Asmir Begović Bosně a Hercegovině).
V nizozemském reprezentačním A-mužstvu debutoval v přátelském zápase proti Itálii 6. února 2013 (výhra 3:0). Dostal se na hřiště ve druhém poločase.
Trenér Louis van Gaal jej vzal na Mistrovství světa 2014 v Brazílii. Nizozemci se dostali do boje o třetí místo proti Brazílii, vyhráli 3:0 a získali bronzové medaile.